# Now Band-e Qadīm
Now Band-e Qadīm (persiska: نُو بَند, نُبَند, نو بند قدیم) är en ort i Iran.   Den ligger i provinsen Hormozgan, i den sydöstra delen av landet, 1 100 km sydost om huvudstaden Teheran. Now Band-e Qadīm ligger 25 meter över havet och antalet invånare är 231.
Terrängen runt Now Band-e Qadīm är platt åt sydväst, men åt nordost är den kuperad. Runt Now Band-e Qadīm är det ganska glesbefolkat, med 25 invånare per kvadratkilometer. Närmaste större samhälle är Mīnāb, 16,6 km sydost om Now Band-e Qadīm. Omgivningarna runt Now Band-e Qadīm är i huvudsak ett öppet busklandskap.